# Église Saint-Cyr-et-Sainte-Julitte de Saint-Cyr-sur-Loire
Pour les articles homonymes, voir Église Saint-Cyr-et-Sainte-Julitte.
L'église Saint-Cyr-et-Sainte-Julitte est un édifice religieux situé dans la commune de Saint-Cyr-sur-Loire, en Indre-et-Loire.
Le monument religieux, précédé d'une chapelle, au cours du haut Moyen Âge, puis d'une église romane, au Xe siècle, est reconstruit dans un style gothique flamboyant sous l'impulsion de Louis XI, à la fin du XVIe siècle,,,.
L'église de Saint-Cyr-sur-Loire fait l'objet d'une inscription au titre des monuments historiques par arrêté du 19 juillet 1926.

## Architecture et description

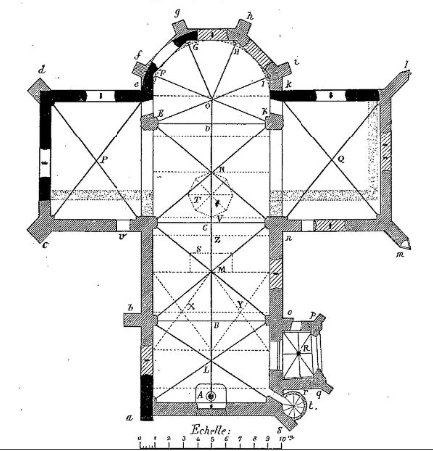
Plan au sol de l'église dans les années 1880.

### Chœur
Les côtés ouest et est du chœur sont délimités de la nef et du sanctuaire par des arcs-doubleaux . Il comporte une seule travée. La travée surplombée de six voûtains séparés les uns des autres par deux ogives associées à deux nervures, la clé de voûte affectant ainsi la forme d'une « étoile à six branches ». L'une des chapelles latérales du chœur est consacrée à saint Michel,. Une inscription gravée durant la seconde moitié du XIXe siècle, est visible sur la voûte de la chapelle : « EN MARS MIL CINQ CENTS VINGT ET DEULZ FUT FAICTE CESTE VOUTE ».

### Portail
Le portail de l'église est orné d'un écu en bas-relief qui représentent les armes de la famille Ruzé. Au début du XVIe siècle, époque à laquelle l'écu a été sculpté, Jean Ruzé, échevin de Tours, est alors seigneur de Charentais, un fief établi sur le territoire saint-cyrien. Sur la sculpture de l'écu figurent trois lions et un chevron, éléments héraldiques caractéristiques des armoiries des Ruzé. Seules les rayures, régulièrement représentées sur le chevron des écus de la famille Ruzé, sont absentes, probablement en raison de la petite taille du bas-relief de l'église.

## Mobilier

### Orgue
L’église abrite un orgue à tuyaux depuis le XIXe siècle. En 1859, les archives mentionnent la vente de l’orgue : un petit instrument d’accompagnement de quatre jeux, car reconnu insuffisant pour l’église par conseil de fabrique. Celui-ci le vend pour 1000 francs à l’abbé Billard, curé de Sainte-Maure-de-Touraine.

En 1860, le conseil de fabrique fait l’acquisition d’un nouvel orgue auprès du facteur d’orgues tourangeau Louis Bonn. Il s’agit d’un petit instrument de huit jeux. Le 22 août 1944, cet orgue est sérieusement endommagé par l’explosion d’un pont tout proche ; l’église étant située sur les bords de Loire. L'orgue est jugé irréparable.

En 1947, Robert Boisseau, facteur d’orgues à Poitiers construit un nouvel orgue pour l’église. En réutilisant du matériel de l’ancien orgue de Louis Bonn, Boisseau conçoit un instrument de dix jeux répartis sur deux claviers et un pédalier. Cet orgue à traction électro-pneumatique est placé en tribune dans deux buffets expressifs situés de part et d’autre de la verrière ouest. Cet instrument est inauguré le 28 septembre 1947 et reste en service jusqu'au début des années 1980.

En 1991, la municipalité, aidée d’une association, songe à restaurer l’instrument devenu muet, mais le projet s’engage rapidement vers la construction d’un orgue neuf. En 1997, le facteur d’orgues jurassien Bernard Aubertin est choisi pour construire le nouvel instrument. Celui-ci est inauguré en 2000 par Jan-Willem Jansen, concertiste et professeur d’orgue au conservatoire de Toulouse. L’orgue est placé au sol dans le bras nord du transept et adopte une esthétique baroque d’Allemagne du Nord. Il comprend 776 tuyaux, soit 13 jeux répartis sur deux claviers et un pédalier. Composition : 

| Clavier I Grand Orgue 56 notes                                         | Clavier II Positif 56 notes                                     | Pédalier 30 notes     |
| ---------------------------------------------------------------------- | --------------------------------------------------------------- | --------------------- |
| Portunal* 8 Montre 4 Quinte 3' Octave 2' Tierce 1 3/5' Fourniture Vrgs | Bourdon** 8' Flûte 4' Flûte 2' Kleine Quinte 1 1/3' Dulciane 8' | Bourdon 16' Basson 8' |

(*) En Bourdon jusqu'au Si2 (**) Première octave commune avec le Portunal du Grand Orgue.
Combinaisons :
Tirasses (par registres) :
Grand orgue / Pédale ;
Positif / Pédale.
Accouplements :
Positif / Grand Orgue ;
Grand orgue / Positif.
Tremblant.

## Pour approfondir